# Amplificatore integrato

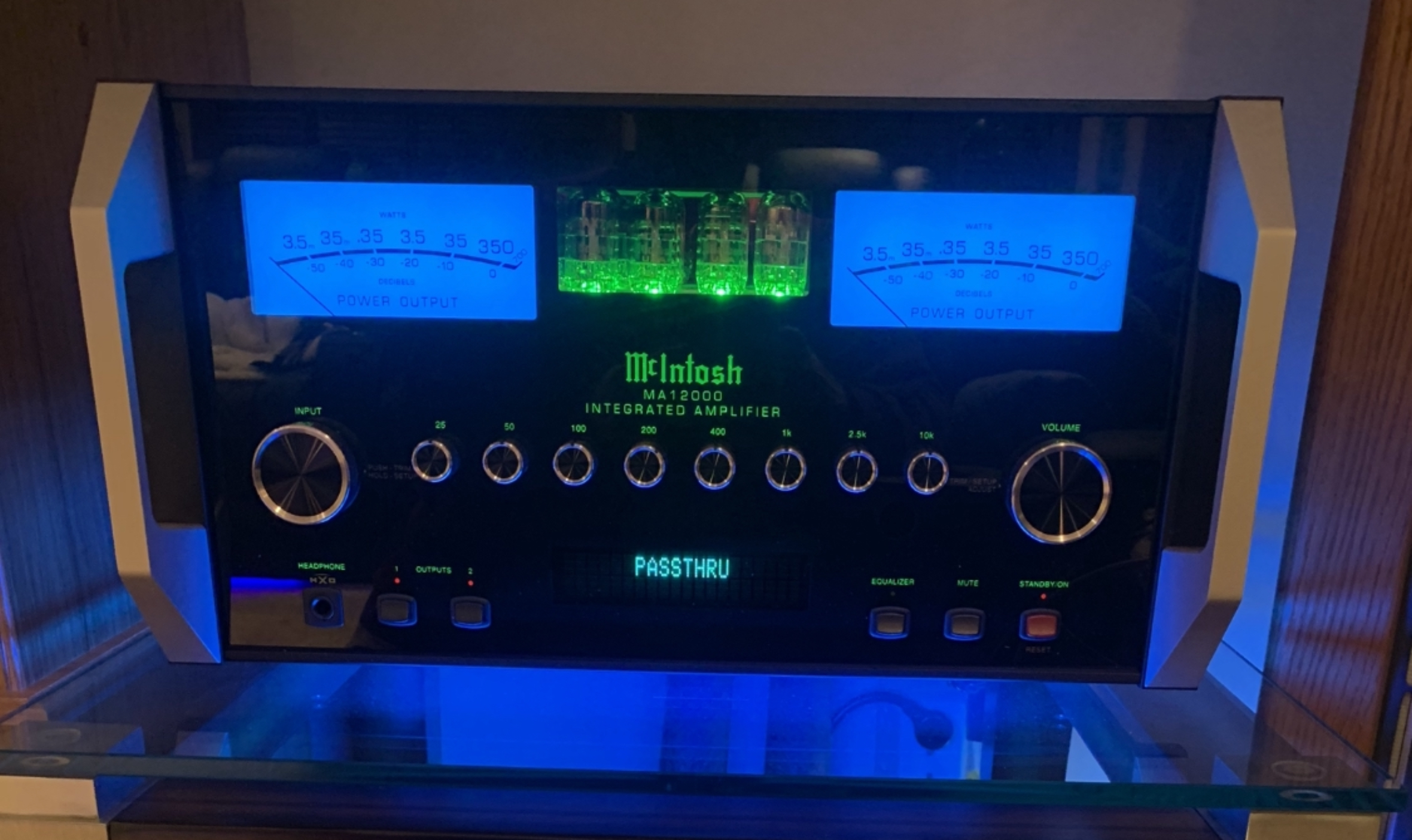
Ampli integrato

Un amplificatore integrato è un dispositivo elettronico che contiene in un unico modulo un preamplificatore ed un amplificatore. Molti moderni audio amplificatori sono integrati e possiedono diversi ingressi a cui possono essere connessi svariati tipi di dispositivi, quali: giradischi, registratore (a nastro o cassette), Lettore CD, lettore DVD, sintonizzatore AM/FM e sorgenti ausiliarie.  Eccetto quello per il giradischi, che usa l'equalizzazione RIAA, gli altri ingressi sono a livello di linea (line level) e quindi intercambiabili tra loro. 